# Barbarian Rugby Club

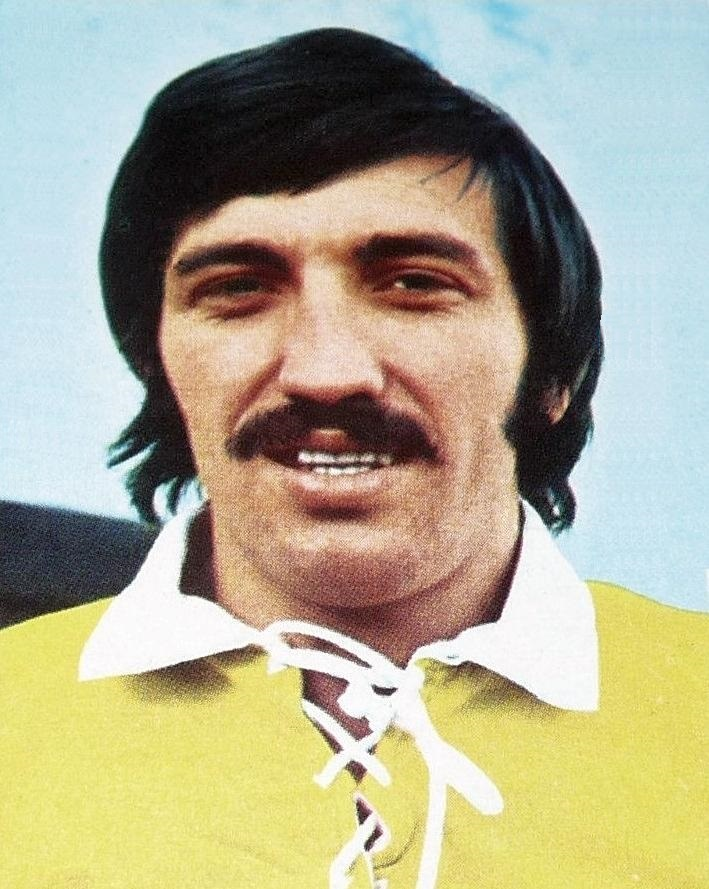
Jean-Pierre Romeu, un dels fundadors del club.

El Barbarian Rugby Club, més conegut com a Barbarians francesos, és un equip de rugbi XV format el 1979 i amb seu a França i fundat com un equip d'aficionats per invitació inspirat en el britànic Barbarian F.C.
De novembre de 2017 a juny de 2019, els Barbarians francesos exerceixen el paper de segon equip nacional oficial de la Federació Francesa de Rugbi, que anteriorment havia designat com a equip la selecció francesa sub-20 o la França A.
Els bàrbars francesos juguen amb uniforme de colors blau cel, blau marí i blau reial. Igual que els Barbarians originals, els jugadors conserven els mitjons del seu club d'origen.

## Història
Com els seus homòlegs internacionals i seguint especialment els Barbarians argentins i neozelandesos, els Barbarians francesos, fundats per la famosa parella Fouroux-Romeu, Rives, Skrela i altres guanyadors del Grand Slam al torneig de 1971, van ser primer un equip de prestigi, jugant un o dos partits de rugbi a l'any.
Després de l'acta de fundació l'agost de 1979, el seu primer partit el van jugar el primer de maig de 1980 a Agen contra Escòcia. Aquell dia, va ser l'equip guanyador del Grand Slam de 1977 el que es va alinear amb tres excepcions: Jean-Michel Aguirre i Roland Bertranne, de l'Stade bagnérais, no van ser autoritzats pel seu club que jugaven els quarts de final del campionat el cap de setmana següent; pel que fa a Jean-Pierre Bastiat, no podia jugar a rugbi. Varen ser substituïts per Michel Droitecourt, Henri Magois i Jean-Luc Joinel.
A principis dels anys 1990, després de lluites internes, el Barbarian Rugby Club es va convertir en una mena de segon equip a França, tot i que va conservar la seva autonomia i va continuar convidant jugadors estrangers a les seves files.
L'any 2021 es va crear un equip femení, anomenat les Barbarianes françaises. Van jugar el seu primer partit, al camp Paris La Défense Arena, contra l'equip francès de rugbi a set femení durant la fase final de la temporada 2021 de la competició Supersevens.
El club està dirigit per un comitè director, format per 8 membres. Aquest comitè s'encarrega d'escollir els jugadors cada vegada que el club organitza un partit, i tots els jugadors convidats esdevenen membres vitalicis dels Barbarians francesos.

## Partits internacionals
| Data                    | Lloc                                              | Adversari              | Marcador | Resultat |
| ----------------------- | ------------------------------------------------- | ---------------------- | -------- | -------- |
| 1 maig 1980             | Stade Armandie, Agen                              | Escòcia                | 26-22    | Guanyat  |
| 7 novembre 1981         | Stade Jean Dauger, Baiona                         | Nova Zelanda           | 18-28    | Perdut   |
| 11 novembre 1982        | Stade Maurice Boyau, Dacs                         | Argentina              | 8-22     | Perdut   |
| 23 novembre 1983        | Stade Mayol, Toló                                 | Austràlia              | 21-23    | Perdut   |
| 22 octubre 1985         | Stade Jean-Martinaud, Cougnat                     | Japó                   | 45-4     | Guanyat  |
| 10 maig 1986            | Stade Armandie, Agen                              | Escòcia                | 32-19    | Guanyat  |
| 11 novembre 1986        | Stade Marcel-Deflandre, La Rochelle               | Nova Zelanda           | 12-26    | Perdut   |
| 22 maig 1988            | Stade Marcel-Deflandre, La Rochelle               | Irlanda                | 41-26    | Guanyat  |
| 22 octubre 1989         | Stade Chaban-Delmas, Bordeus                      | Fiji                   | 16-32    | Perdut   |
| 27 octubre 1990         | Stade Armandie, Agen                              | Nova Zelanda           | 13-23    | Perdut   |
| 31 octubre 1992         | Stadium Lille Métropole, Villeneuve-d'Ascq        | Sud-àfrica             | 25-20    | Guanyat  |
| 11 novembre 1993        | Parc des Sports Marcel Michelin, Clermont-Ferrand | Austràlia              | 26-43    | Perdut   |
| 1 novembre 1995         | Stade Mayol, Toló                                 | Nova Zelanda           | 19-34    | Perdut   |
| 23 novembre 1996        | Stade Amédée-Domenech, Briva                      | Sud-àfrica             | 30-22    | Guanyat  |
| 11 novembre 1997        | Parc des Sports Aguiléra, Biarritz                | Sud-àfrica             | 40-22    | Guanyat  |
| 11 novembre 1998        | Stade Pierre Rajon, Bourgoin-Jallieu              | Argentina              | 38-30    | Guanyat  |
| 27 maig 2000            | Millennium Stadium, Cardiff                       | Gal·les                | 33-40    | Guanyat  |
| 7 Novemnovembreber 2000 | Stade Félix-Bollaert, Lens                        | Nova Zelanda           | 23-21    | Guanyat  |
| 18 novembre 2001        | Stade Mayol, Toló                                 | Fiji                   | 15-17    | Perdut   |
| 20 setembre 2003        | Parc des Sports et de l'Amitié, Narbona           | XV des Présidents      | 12-83    | Perdut   |
| 3 març 2007             | Parc des Sports Aguiléra, Biarritz                | Argentina              | 14-28    | Perdut   |
| 28 juny 2008            | Esquimalt's Bullen Park, Victoria                 | Canadà                 | 17-7     | Guanyat  |
| 20 juny 2009            | José Amalfitani Stadium, Buenos Aires             | Argentina              | 18-32    | Perdut   |
| 26 novembre 2010        | Stade des Alpes, Grenoble                         | Tonga                  | 27-28    | Perdut   |
| 4 juny 2011             | Independiente Stadium, Avellaneda (Buenos Aires)  | Argentina              | 19-23    | Perdut   |
| 11 juny 2011            | Estadio Centenario, Resistencia                   | Argentina              | 21-18    | Guanyat  |
| 20 juny 2012            | Chichibunomiya Rugby Stadium, Tòquio              | Japó                   | 40-21    | Guanyat  |
| 24 juny 2012            | Chichibunomiya Rugby Stadium, Tòquio              | Japó                   | 51-18    | Guanyat  |
| 25 novembre 2012        | Stade Océane, Le Havre                            | Japó                   | 64-41    | Guanyat  |
| 16 novembre 2013        | Parc des Sports Marcel Michelin, Clermont-Ferrand | Samoa                  | 20-19    | Guanyat  |
| 14 novembre 2014        | Stade Mayol, Toló                                 | Namíbia                | 35-14    | Guanyat  |
| 20 juny 2015            | Old Resian Club, Rosario                          | Argentina              | 28-22    | Guanyat  |
| 26 juny 2015            | La Plata Rugby Club, La Plata                     | Argentina              | 9-21     | Perdut   |
| 24 novembre 2016        | Stade Chaban-Delmas, Bordeus                      | Wallaby XV             | 19-11    | Guanyat  |
| 10 novembre 2017        | Stade Chaban-Delmas, Bordeus                      | Māori All Blacks       | 19-15    | Guanyat  |
| 31 maig 2018            | Dinamo Arena, Tbilisi                             | Geòrgia                | 15-16    | Perdut   |
| 10 novembre 2018        | Stade Chaban Delmas, Bordeus                      | Tonga                  | 38-49    | Perdut   |
| 13 novembre 2021        | Stade De Gerland, Lió                             | Tonga                  | 42-17    | Guanyat  |
| 1 juliol 2022           | Aveva Stadium, Houston                            | Estats Units d'Amèrica | 21-26    | Perdut   |
| 20 novembre 2022        | Stade Pierre-Mauroy, Villeneuve-d'Ascq            | Fiji                   | 14-46    | Perdut   |